# James Emman Kwegyir Aggrey
Pour les articles homonymes, voir Aggrey.
James Emman Kwegyir Aggrey (18 octobre 1875 - 30 juillet 1927) est un intellectuel, missionnaire et enseignant américain d'origine ghanéenne. Il est né sur la Gold Coast (Ghana moderne) et a ensuite émigré aux États-Unis, mais est retourné en Afrique pendant plusieurs années. Il a été le premier directeur adjoint du Achimota College, école dont il est le cofondateur avec le gouverneur Gordon Guggisberg et Alec Garden Fraser.